# Stadionul Național (1953)
Stadionul Național Lia Manoliu a fost un stadion multifuncțional din București, România. Stadionul avea o capacitate de 60.120 de locuri.

## Istorie
Stadionul a fost construit în 1953 și a purtat denumirea de Stadionul 23 August (fosta zi națională a României) până în 1990, când a fost redenumit în Stadionul Național. În anul 1998 a fost redenumit în Stadionul Național „Lia Manoliu”, în cinstea sportivei de performanță Lia Manoliu care a murit în acel an.
Înaintea demolării sale în anul 2007, capacitatea stadionului era de 60.120 de locuri, fiind folosit pentru a găzdui meciuri de fotbal sau rugby, concursuri de atletism sau concerte de muzică pop sau rock. Acesta a fost situat în ”complexul sportiv Lia Manoliu”.

## Recorduri

### Fotbal

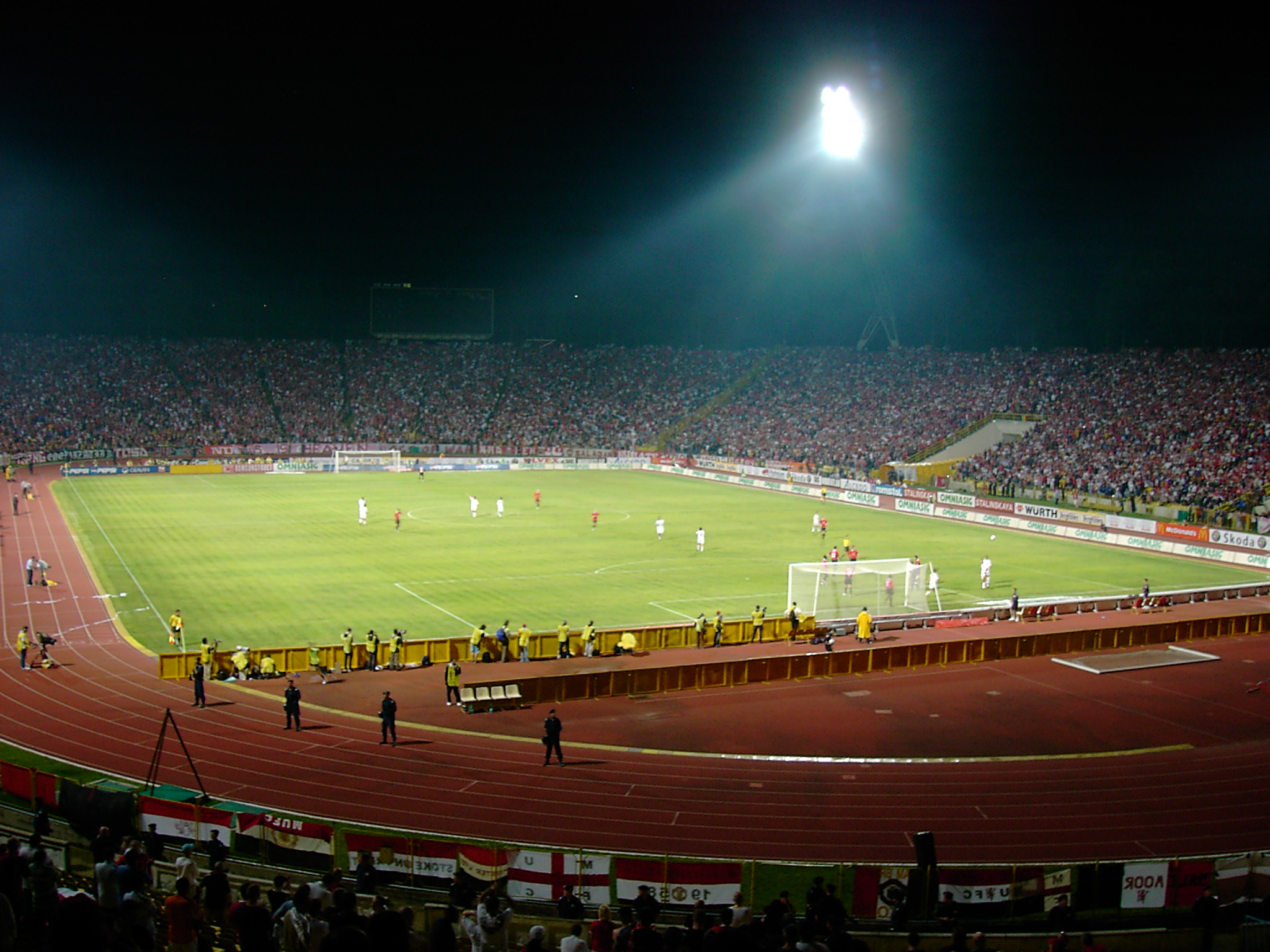
Stadionul arhiplin la un meci de fotbal Dinamo București vs Manchester United în 2004

Stadionul Național a stabilit o serie recorduri de audiență la numărul de spectatori în tribune. Printre cele mai recente, a fost cuplajul de meciuri Rapid - Steaua 0-2 și Dinamo - Sportul 1 -2  din 16 martie 1985, la care au asistat 100.000 de spectatori.
Mai jos este prezentată o listă de meciuri ale echipei naționale de fotbal a României, pe Stadionul Național (23 August) cu peste 80.000 de spectatori.
| Data               | Echipa gazdă | Scor | Echipa oaspete    | Spectatori       | Referințe                          |
| ------------------ | ------------ | ---- | ----------------- | ---------------- | ---------------------------------- |
| 28 septembrie 1955 | România      | 1-0  | Belgia            | 100.000 (90.000) |                                    |
| 26 octombrie 1958  | România      | 1-2  | Ungaria           | 90.000 (100.000) |                                    |
| 18 septembrie 1955 | România      | 2-3  | Germania de Est   | 90.000 (100.000) | [ 17 ] [ 9 ] [ 18 ] [ 19 ]         |
| 6 noiembrie 1969   | România      | 1-1  | Grecia            | 90.000           | [ 20 ] [ 21 ] [ 22 ]               |
| 25 octombrie 1953  | România      | 0-1  | Cehoslovacia      | 90.000           | [ 23 ] [ 24 ] [ 9 ]                |
| 29 mai 1955        | România      | 2-2  | Polonia           | 80.000           | [ 25 ] [ 10 ] [ 26 ] [ 27 ]        |
| 25 noiembrie 1962  | România      | 3-1  | Spania            | 80.000           | [ 28 ] [ 29 ] [ 20 ]               |
| 30 mai 1965        | România      | 1-0  | Cehoslovacia      | 80.000           | [ 30 ] [ 20 ] [ 31 ] [ 32 ]        |
| 12 mai 1963        | România      | 3-2  | Germania de Est   | 80.000           | [ 33 ] [ 20 ]                      |
| 22 mai 1956        | România      | 0-2  | Cehoslovacia      | 80.000           | [ 34 ] [ 35 ] [ 36 ] [ 20 ]        |
| 14 mai 1972        | România      | 2-2  | Ungaria           | 80.000           | [ 37 ] [ 38 ] [ 39 ]               |
| 16 aprilie 1983    | România      | 1-0  | Italia            | 80.000           | [ 40 ] [ 41 ] [ 42 ] [ 43 ]        |
| 1 iunie 1975       | România      | 2-2  | Scoția            | 80.000           | [ 44 ] [ 39 ] [ 45 ]               |
| 15 octombrie 1980  | România      | 2-1  | Anglia            | 80.000           | [ 46 ] [ 41 ] [ 47 ] [ 48 ] [ 49 ] |
| 3 noiembrie 1957   | România      | 3-0  | Grecia            | 80.000           | [ 50 ] [ 9 ]                       |
| 29 septembrie 1957 | România      | 1-1  | Iugoslavia        | 80.000           | [ 51 ] [ 9 ]                       |
| 8 noiembrie 1959   | România      | 1-0  | Bulgaria          | 80.000           | [ 52 ] [ 9 ] [ 53 ]                |
| 2 august 1959      | România      | 0-0  | Uniunea Sovietică | 80.000           | [ 51 ] [ 9 ] [ 54 ] [ 53 ]         |

### Rugby
Pe 19 mai 1957, la meciul de rugby dintre România și Franța, încheiat cu scorul de 15 la 18 pentru ”cocoșii galici”, au asistat circa 100.000 de spectatori.

### Atletism

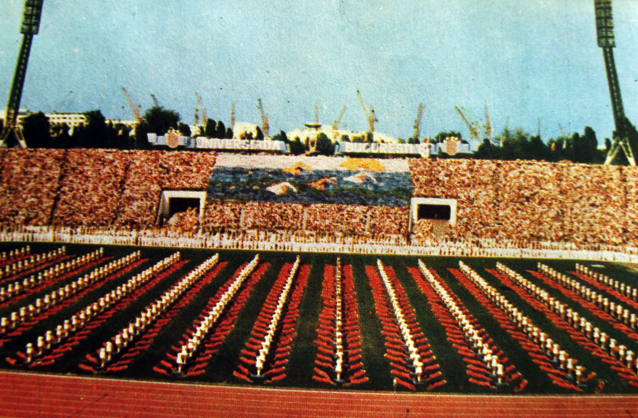
Universiada de vară din 1981

La 5 iunie 1983 Anișoara Cușmir-Stanciu a stabilit un nou record mondial la săritura în lungime cu 7,43 metri.

### Concerte
De-a lungul timpului, a găzduit numeroase concerte. Unul dintre cele mai de amploare este cel al lui Michael Jackson, în luna octombrie 1992, din cadrul Dangerous World Tour. 90 000 de oameni au asistat la cea mai mare manifestare artistică din România de după revoluție, concertul megastarului fiind singurul televizat în direct de postul american HBO. Cu puține luni înainte de demolare, în iulie 2007, pe acest stadion a avut loc un alt mare concert, al formației britanice The Rolling Stones, la care au asistat 50.000 de spectatori.

## Reconstrucția
În octombrie 2005 s-a decis reconstrucția acestuia, dar din cauza lipsei fondurilor s-a hotărât numai repararea sa.
La sfârșitul lunii august 2006, Stadionul Național Lia Manoliu a trecut din administrarea Autorității Naționale a Sportului în domeniul public al municipiului București iar la sfârșitul aceluiași an, două firme au ajuns în faza finală pentru reabilitarea stadionului care presupune demolarea actualului stadion și construirea unuia nou.
Noul stadion este destinat exclusiv jocurilor de fotbal și rugbi, și are o capacitate de peste 55.000 de locuri dispuse pe patru niveluri, cu două tribune și două peluze.
Acoperișul este retractabil pe cabluri suspendate și măsoară 9.000 de metri pătrați.
Proiectul stadionului este asemănător cu cel al Commerzbank Arena din Frankfurt.
Finanțarea a fost asigurată din bugetul Consiliului General al Municipiului București și din sume alocate de Guvernul României.
Lucrările au început în anul 2007 și până la finalul anului 2009 acestea au costat 262,2 milioane lei.
În 2010, valoarea estimată a lucrărilor a fost de aproximativ 100 de milioane de euro.
Ultimul meci desfășurat pe vechiul stadion a fost meciul de fotbal România–Albania, scor 6–1, din preliminariile Campionatului European 2008, la care România a participat.